# آرسنات
آرسنات (به انگلیسی: Arsenate) با فرمول شیمیایی AsO۴۳- یک ترکیب شیمیایی با شناسه پاب‌کم ۲۷۴۰۱ است. که جرم مولی آن ۱۳۸٫۹۱۹ می‌باشد.

## كاني هاي ارسنات
کانی‌های آرسنات، شامل کانی‌هایی است که گروه آنیون آرسنات -AsO43 دارند. برخی کانی‌های آرسنات را در گروه کانی‌های فسفات جای داده‌اند. آرسنات سدیم با فرمول شیمیایی KH۴AsO۵ یک ترکیب شیمیایی است. شکل ظاهری این ترکیب، جامد بی‌رنگ است. آرسنات مس با فرمول شیمیایی Cu۳(AsO۴)۲ یک ترکیب شیمیایی با شناسه پاب‌کم ۲۶۰۶۵ است. که جرم مولی آن 468. 48 g/mol می‌باشد. شکل ظاهری این ترکیب، پودر آبی یا سبز مایل به آبی است. دی‌سدیم متیل آرسنات با فرمول شیمیایی CH۳AsNa۲O۳ یک ترکیب شیمیایی با شناسه پاب‌کم ۸۹۴۷ است. که جرم مولی آن ۱۸۳٫۹۳ g/mol می‌باشد. آمونیوم آرسنات با فرمول شیمیایی AsH۱۸O۷N۳ یک ترکیب شیمیایی است. که جرم مولی آن ۲۴۷٫۱ g/mol می‌باشد.

## الودگي اب هاي زير زميني به ارسنيك
آلودگی آبهای زیرزمینی به آرسنیک اخیرا به عنوان یک مشکل بزرگ مورد توجه قرار گرفته است. گزارشهای متعددی از آلودگی آبهای سطحی و زیرزمینی به آرسنیک و به خصوص دو ترکیب آرسنات (آرسنیک پنج ظرفیتی) و آرسنیت (آرسنیک سه ظرفیتی) در دسترس است که در این میان به برخی قسمتهای استان کردستان می توان اشاره کرد. فناوری های متعددی برای حذف آرسنیک از آب آشامیدنی وجود دارد که عموما هزینه های بالایی را در بر دارند. از براده‌های آهن به‌عنوان ماده‌ای ارزان و در دسترس برای حذف آرسنات و آرسنیت در سه غلظت 0/5، 1 و 2 میلی‌گرم در لیتر و در وزن‌های 0/25، 0/5، 1 و 1/5 گرم استفاده گردید و اثر تغییرات زمان، غلظت، pH، وزن جاذب و همچنین اثر تغییر غلظت یون‌های سولفات و کلراید در فرایند حذف بررسی شد. علاوه بر آن، تبعیت فرایند جذب از معادلات فروندلیخ و لانگمیر مورد بررسی قرار گرفت. برای تجزیه و تحلیل داده‌‌ها از نرم افزار Excel استفاده گردید. نتایج آزمایش‌ها نشان داد که جاذب براده آهن دارای کارایی بالایی در حذف هر دو ترکیب آرسنات و آرسنیت در pH حدود 7 و زمان تماس 30 دقیقه است. در واقع جاذب در دز 1 گرم در لیتر، راندمان بالایی در حذف آرسنات و آرسنیت دارد. آلودگی منابع آب به آرسنیک، یک مشکل جهانی است. نوشیدن آب غنی از آرسنیک در درازمدت، سبب آثار بهداشتی مختلف از جمله مشکلات پوست، سرطان پوست، سرطان مثانه، کلیه و ریه، و بیماری های رگ های خونی و احتمالا دیابت، فشار خون بالا و اختلالات تولید مثل می شود. نانو لوله های کربنی(CNTS) از جاذب های نوین در عرصه نانوتکنولوژی است که در مطالعات گوناگون مورد تحقیق قرار گرفت. در این تحقیق، بهینه سازی حذف آرسنات توسط نانولوله کربنی تک جداره به روش پاسخ سطحی مطالعه می شود. آرسنیک یکی از عناصر سمی و خطرناک برای سلامتی انسان و محیط زیست است و در طبیعت بیشتر به دو شکل آرسنات(AsO43-) و آرسنیت(AsO33-) یافت می‌شود.